# 児島警察署
児島警察署（こじまけいさつしょ）は、岡山県警察が管轄する警察署の一つである。

## 所在地
- 岡山県倉敷市児島駅前四丁目83番地

## 管轄区域
- 倉敷市（児島地域）

## 沿革
- 1877年2月 倉敷警察署味野分署を設置。
- 1878年10月 味野警察署に改称。
- 1948年4月1日 児島市警察署に改称。
- 1954年7月1日 岡山県児島警察署に改称。
- 1961年7月24日 児島小川地内に庁舎建設移転
- 1987年9月7日 現庁舎新築移転

## 交番
（ ）の中は所在地。
- 児島駅交番（倉敷市児島駅前一丁目）
  - 倉敷市のうち児島赤崎一丁目・四丁目、児島味野、児島味野三丁目 - 六丁目、児島阿津一丁目 - 三丁目、児島駅前一丁目 - 四丁目、児島元浜町
- 大正橋交番（倉敷市児島味野一丁目）
  - 倉敷市のうち児島味野一丁目・二丁目、児島味野上一丁目・二丁目、児島味野城一丁目・二丁目、児島味野城山、児島味野山田町、児島小川一丁目 - 十丁目、児島小川町
- 琴浦交番（倉敷市児島下の町九丁目）
  - 倉敷市のうち児島下の町、児島下の町一丁目 - 十丁目、児島田の口（一部）、児島田の口一丁目・二丁目・三丁目（一部）・四丁目（一部）・六丁目（一部）・七丁目、児島田の口
- 林交番（倉敷市林）
  - 倉敷市のうち尾原、木見、串田、曽原、林、福江

## 駐在所
（ ）の中は所在地。
- 赤崎駐在所（倉敷市児島赤崎二丁目）
  - 倉敷市のうち児島赤崎、児島赤崎二丁目・三丁目、菰池、菰池一丁目 - 三丁目
- 柳田駐在所（倉敷市児島柳田町）
  - 倉敷市のうち児島柳田町
- 稗田駐在所（倉敷市児島稗田町）
  - 倉敷市のうち児島稗田町
- 唐琴駐在所（倉敷市児島唐琴一丁目）
  - 倉敷市のうち児島唐琴一丁目 - 四丁目、児島唐琴町
- 田の口駐在所（倉敷市児島田の口三丁目）
  - 倉敷市のうち児島白尾、児島田の口（一部）、児島田の口三丁目・四丁目（一部）・五丁目・六丁目（一部）、児島由加
- 上の町駐在所（倉敷市児島上の町四丁目）
  - 倉敷市のうち児島上の町、児島上の町一丁目 - 四丁目
- 大畠駐在所（倉敷市大畠一丁目）
  - 倉敷市のうち大畠、大畠一丁目・二丁目
- 吹上駐在所（倉敷市下津井吹上一丁目）
  - 倉敷市のうち下津井（一部）、下津井一丁目（一部）、下津井田之浦、下津井田之浦一丁目・二丁目、下津井吹上、下津井吹上一丁目・二丁目
- 下津井駐在所（倉敷市下津井二丁目）
  - 倉敷市のうち下津井（一部）、下津井一丁目（一部）・二丁目 - 五丁目
- 塩生駐在所（倉敷市児島塩生）
  - 倉敷市のうち児島宇野津、児島通生、児島塩生、下津井（一部）

## 主な未解決事件
- 倉敷市児島上の町における殺人・放火事件[1]

## 不祥事
- 1971年6月22日 - 倉敷市内で交通取り締まりを行っていた警官4人が、通りかかった市民2人に暴行を加えて全治一週間のケガをさせた。後日、4人の警官は特別公務員暴行陵虐致傷の疑いで書類送検、さらに停職2か月の処分を受けた[2]。